# Botany Bay National Park
Botany Bay National Park är en park i Australien. Den ligger i kommunen Sutherland Shire och delstaten New South Wales, i den sydöstra delen av landet, omkring 18 kilometer söder om delstatshuvudstaden Sydney. Botany Bay National Park ligger 28 meter över havet. Arean är 456 kvadratkilometer.
Trakten är tätbefolkad. Närmaste större samhälle är Sydney, omkring 18 kilometer norr om Botany Bay National Park. 
Genomsnittlig årsnederbörd är 1 507 millimeter. Den regnigaste månaden är juni, med i genomsnitt 232 mm nederbörd, och den torraste är juli, med 39 mm nederbörd.